# Gymnobela muricata
Gymnobela muricata é uma espécie de gastrópode do gênero Gymnobela, pertencente a família Raphitomidae.